# Leichtathletik-Europameisterschaften 2012/Kugelstoßen der Frauen

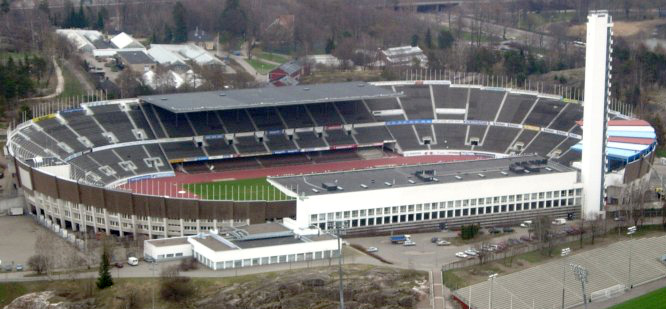
Das Olympiastadion Olympiastadion Helsinki im Jahr 2005

Das Kugelstoßen der Frauen bei den Leichtathletik-Europameisterschaften 2012 wurde am 28. und 29. Juni 2012 im Olympiastadion der finnischen Hauptstadt Helsinki ausgetragen.
Europameisterin wurde die deutsche Olympiazweite von 2004 vierfache Vizeweltmeisterin (1999/2001/2007/2009) und WM-Dritte von 2005 Nadine Kleinert.
Sie gewann vor der Russin Irina Tarassowa.
Bronze ging an die Italienerin Chiara Rosa.

## Bestehende Rekorde
| Weltrekord           | 22,63 m | Natalja Lissowskaja | Moskau, Sowjetunion (heute Russland) | 7. Juni 1987    |
| Europarekord         | 22,63 m | Natalja Lissowskaja | Moskau, Sowjetunion (heute Russland) | 7. Juni 1987    |
| Meisterschaftsrekord | 21,69 m | Wita Pawlysch       | EM Budapest, Ungarn                  | 20. August 1998 |

Der bestehende EM-Rekord wurde bei diesen Europameisterschaften nicht erreicht. Die größte Weite erzielte die deutsche Europameisterin Nadine Kleinert im Finale mit 19,18 m, womit sie 2,51 m unter dem Rekord blieb. Zum Welt- und Europarekord fehlten ihr 3,45 m.

## Legende
Kurze Übersicht zur Bedeutung der Symbolik – so üblicherweise auch in sonstigen Veröffentlichungen verwendet:
| – | verzichtet |
| x | ungültig   |

## Qualifikation
28. Juni 2012, 12:30 Uhr
Achtzehn Wettbewerberinnen traten in zwei Gruppen zur Qualifikationsrunde an. Sechs von ihnen (hellblau unterlegt) übertrafen die Qualifikationsweite für den direkten Finaleinzug von 17,50 m. Damit war die Mindestzahl von zwölf Finalteilnehmerinnen nicht erreicht. Das Finalfeld wurde mit den sechs nächstplatzierten Sportlerinnen (hellgrün unterlegt) auf zwölf Werferinnen aufgefüllt. So reichten für die Finalteilnahme schließlich 16,70 m.

### Gruppe A

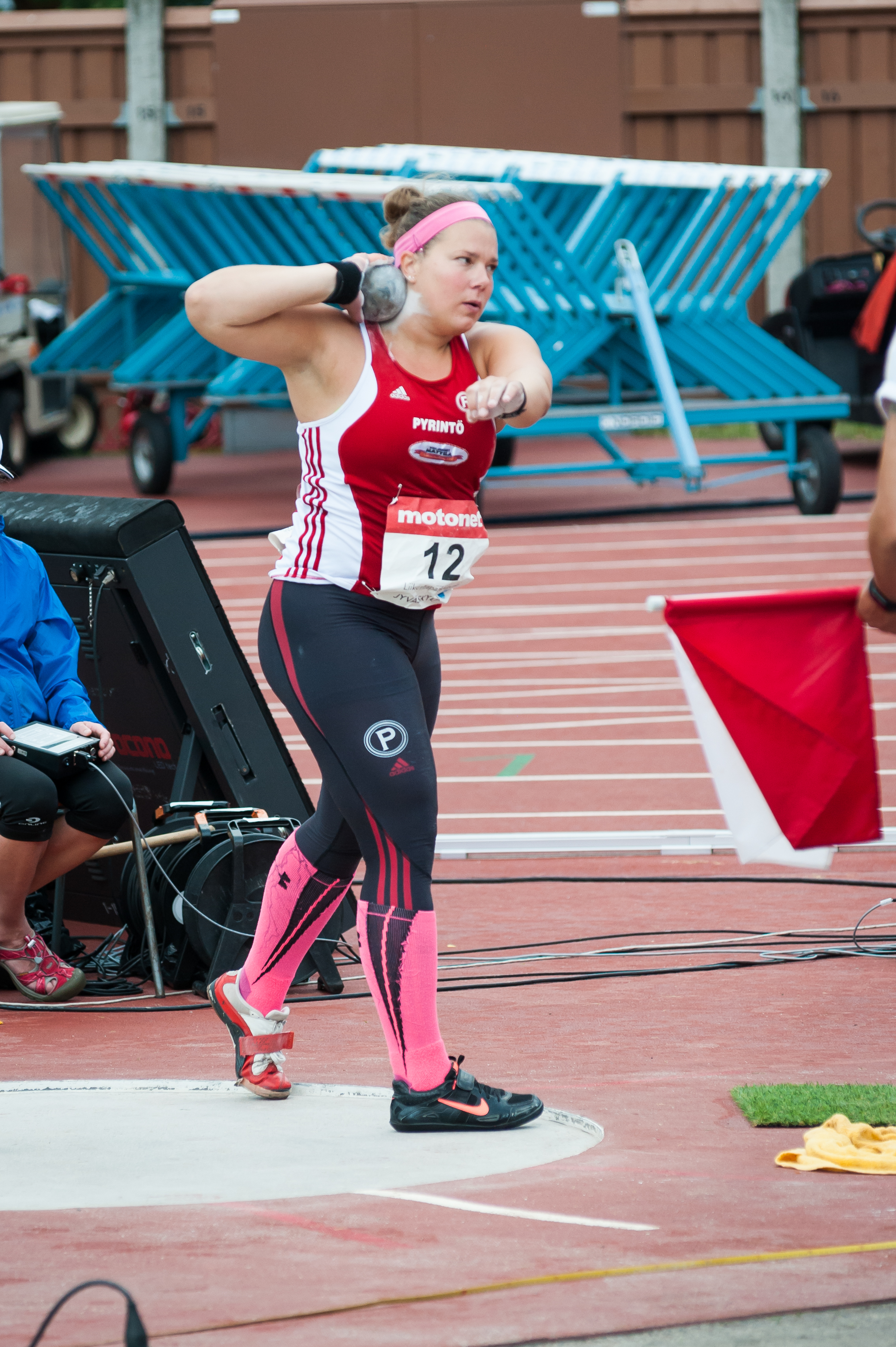
Suvi Helin schied mit ihren 16,05 m in der Qualifikation aus

| Platz | Name                 | Nation      | Resultat (m) | 1. Versuch (m) | 2. Versuch (m) | 3. Versuch (m) |
| 1     | Irina Tarassowa      | Russland    | 18,31        | 18,31          | –              | –              |
| 2     | Christina Schwanitz  | Deutschland | 17,92        | x              | 17,92          | –              |
| 3     | Radoslawa Mawrodiewa | Bulgarien   | 17,55        | 17,55          | –              | –              |
| 4     | Anita Márton         | Ungarn      | 17,30        | 16,69          | 16,74          | 17,30          |
| 5     | Paulina Guba         | Polen       | 17,29        | 16,63          | 17,29          | 16,80          |
| 6     | Anca Heltne          | Rumänien    | 16,70        | 16,00          | 16,70          | 16,33          |
| 7     | Julaika Nicoletti    | Italien     | 15,94        | x              | 15,94          | x              |
| 8     | Annastasia Muchkaev  | Israel      | 15,83        | 14,37          | x              | 15,83          |
| 9     | Suvi Helin           | Finnland    | 15,05        | 14,69          | 14,73          | 15,05          |

### Gruppe B
| Platz | Name               | Nation         | Resultat (m) | 1. Versuch (m) | 2. Versuch (m) | 3. Versuch (m) |
| 1     | Nadine Kleinert    | Deutschland    | 18,65        | 18,65          | –              | –              |
| 2     | Josephine Terlecki | Deutschland    | 18,22        | x              | 18,22          | –              |
| 3     | Chiara Rosa        | Italien        | 17,89        | 17,89          | –              | –              |
| 4     | Jessica Cérival    | Frankreich     | 17,15        | 16,99          | 16,75          | 17,15          |
| 5     | Helena Engman      | Schweden       | 16,88        | 16,88          | x              | x              |
| 6     | Austra Skujytė     | Litauen        | 16,73        | 15,68          | 16,22          | 16,73          |
| 7     | Úrsula Ruiz        | Spanien        | 16,39        | 16,35          | 16,24          | 16,39          |
| 8     | Eden Francis       | Großbritannien | 16,35        | 15,83          | x              | 16,35          |
| 9     | Valentina Mužarić  | Kroatien       | 15,33        | 14,55          | x              | 15,33          |

## Finale
29. Juni 2012, 18:00 Uhr
| Platz | Name                 | Nation      | Resultat (m) | 1. Versuch (m) | 2. Versuch (m) | 3. Versuch (m) | 4. Versuch (m)                              | 5. Versuch (m)                              | 6. Versuch (m)                              |
| 1     | Nadine Kleinert      | Deutschland | 19,18        | 18,58          | 19,15          | 19,15          | 19,18                                       | x                                           | x                                           |
| 2     | Irina Tarassowa      | Russland    | 18,91        | 18,53          | 18,79          | 18,91          | x                                           | 18,54                                       | 18,72                                       |
| 3     | Chiara Rosa          | Italien     | 18,47        | x              | 17,95          | 17,72          | 18,26                                       | 18,47                                       | 18,07                                       |
| 4     | Josephine Terlecki   | Deutschland | 18,33        | 18,33          | 18,16          | x              | 17,85                                       | x                                           | x                                           |
| 5     | Christina Schwanitz  | Deutschland | 18,25        | x              | 18,25          | 18,10          | 17,77                                       | x                                           | 17,49                                       |
| 6     | Radoslawa Mawrodiewa | Bulgarien   | 18,14        | 18,14          | x              | 17,73          | x                                           | 17,89                                       | x                                           |
| 7     | Anita Márton         | Ungarn      | 17,93        | 17,19          | 17,39          | 17,31          | 17,48                                       | 17,93                                       | 17,52                                       |
| 8     | Helena Engman        | Schweden    | 17,64        | 17,64          | 17,44          | x              | 17,18                                       | x                                           | x                                           |
| 9     | Jessica Cérival      | Frankreich  | 17,20        | 17,20          | x              | x              | nicht im Finale der besten acht Athletinnen | nicht im Finale der besten acht Athletinnen | nicht im Finale der besten acht Athletinnen |
| 10    | Paulina Guba         | Polen       | 17,09        | 17,09          | x              | x              | nicht im Finale der besten acht Athletinnen | nicht im Finale der besten acht Athletinnen | nicht im Finale der besten acht Athletinnen |
| 11    | Austra Skujytė       | Litauen     | 16,53        | 16,53          | x              | 16,50          | nicht im Finale der besten acht Athletinnen | nicht im Finale der besten acht Athletinnen | nicht im Finale der besten acht Athletinnen |
| 12    | Anca Heltne          | Rumänien    | 16,39        | 16,36          | 16,39          | 16,36          | nicht im Finale der besten acht Athletinnen | nicht im Finale der besten acht Athletinnen | nicht im Finale der besten acht Athletinnen |

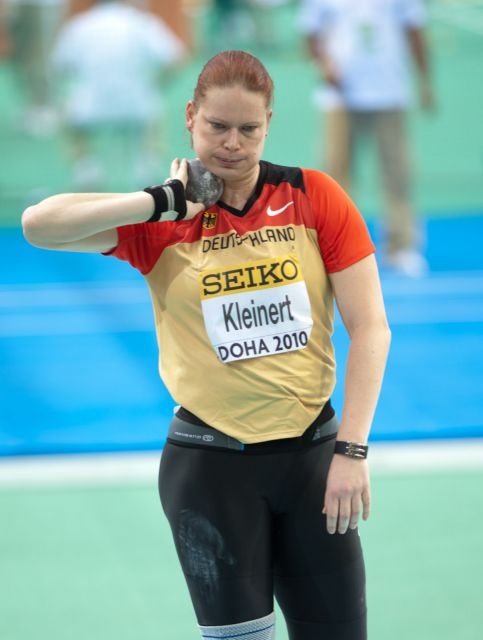
Als Europameisterin errang Nadine Kleinert nach vielen olympischen und WM-Medaillen zuvor ihren ersten großen internationalen Titel
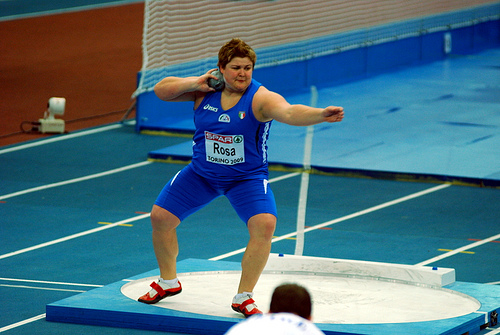
Bronzemedaillengewinnerin Chiara Rosa
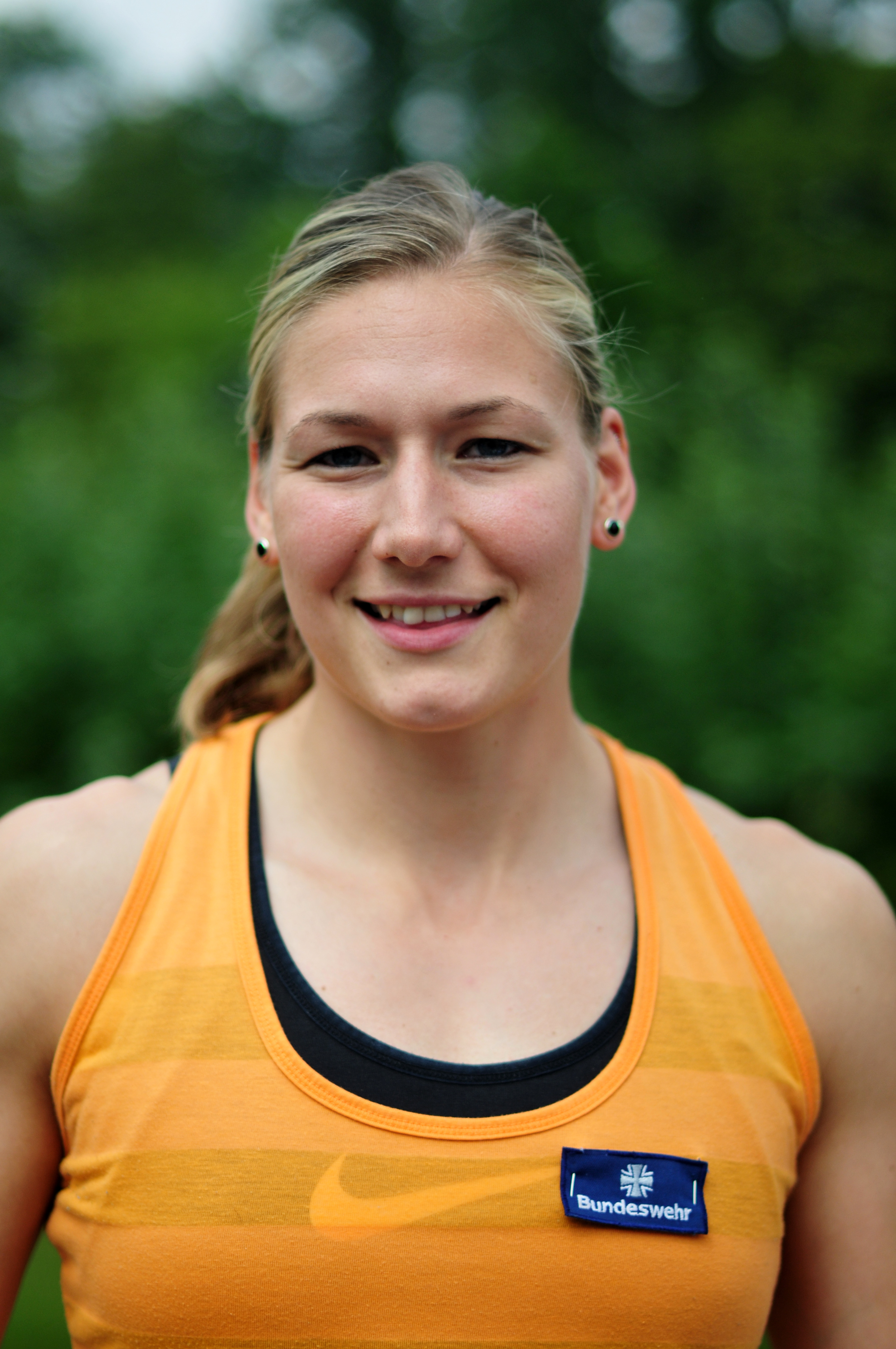
Die viertplatzierte Josephine Terlecki

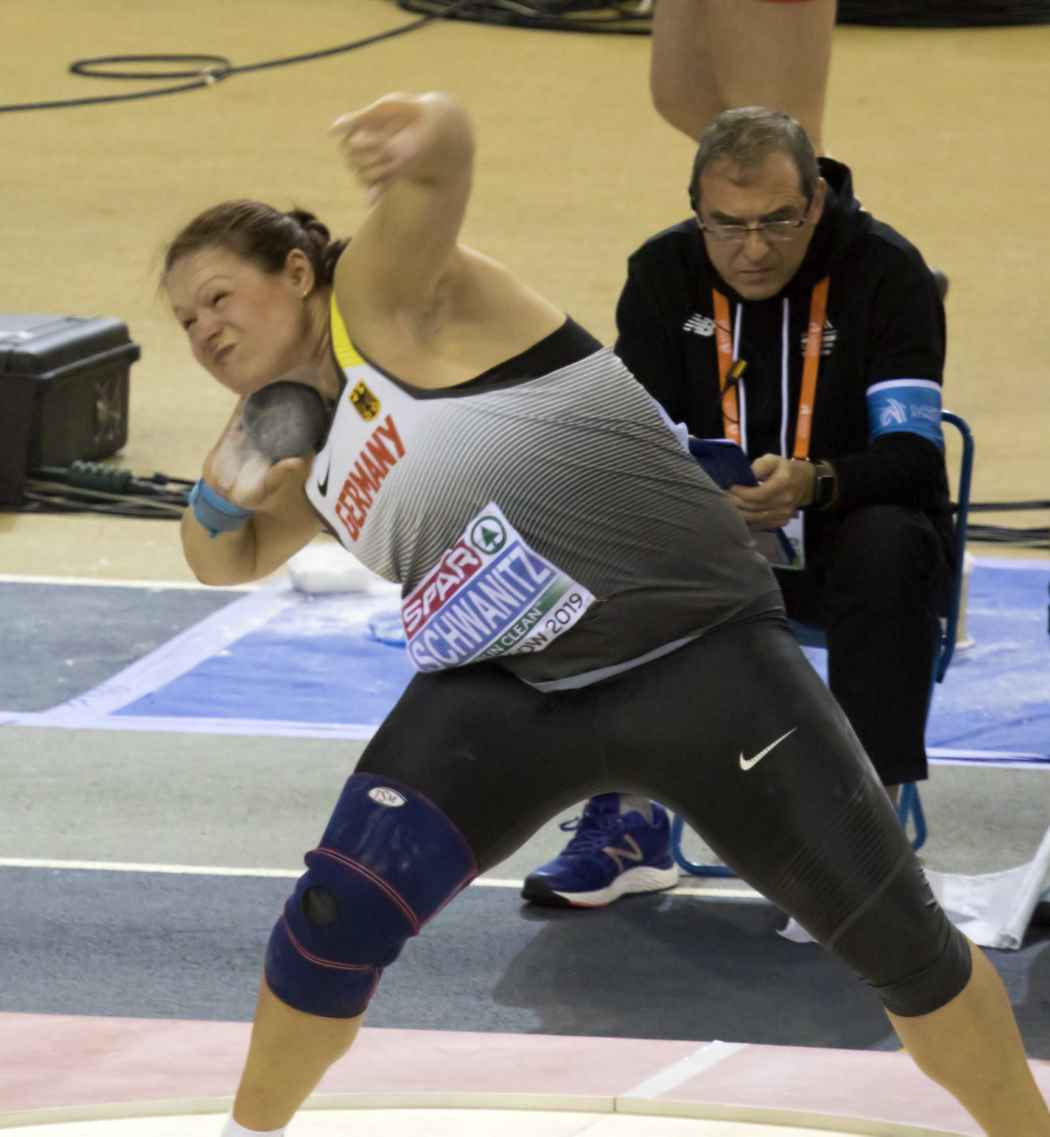
Die spätere Weltmeisterin und zweifache Europameisterin Christina Schwanitz belegte Rang fünf
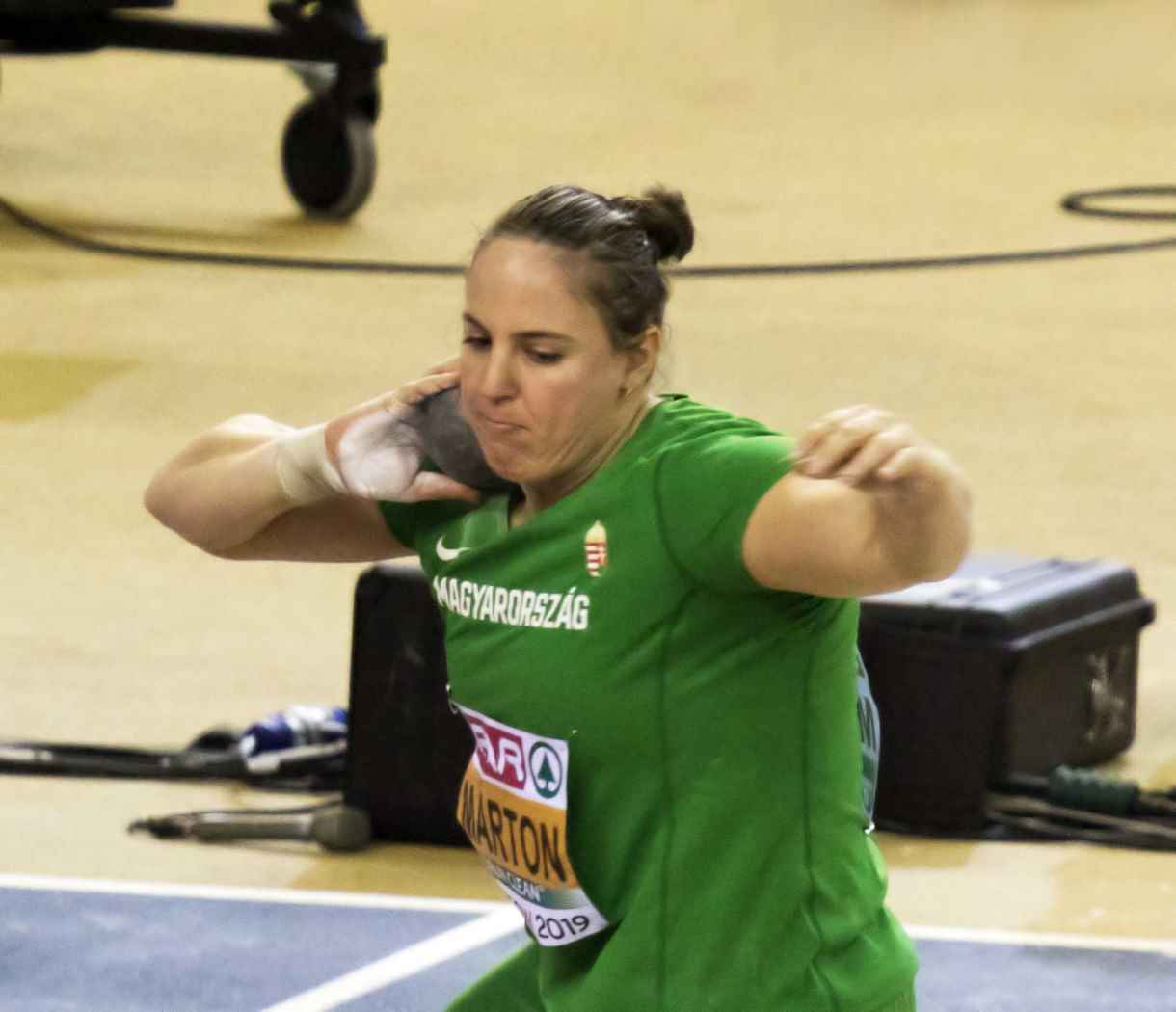
Anita Márton wurde Siebte
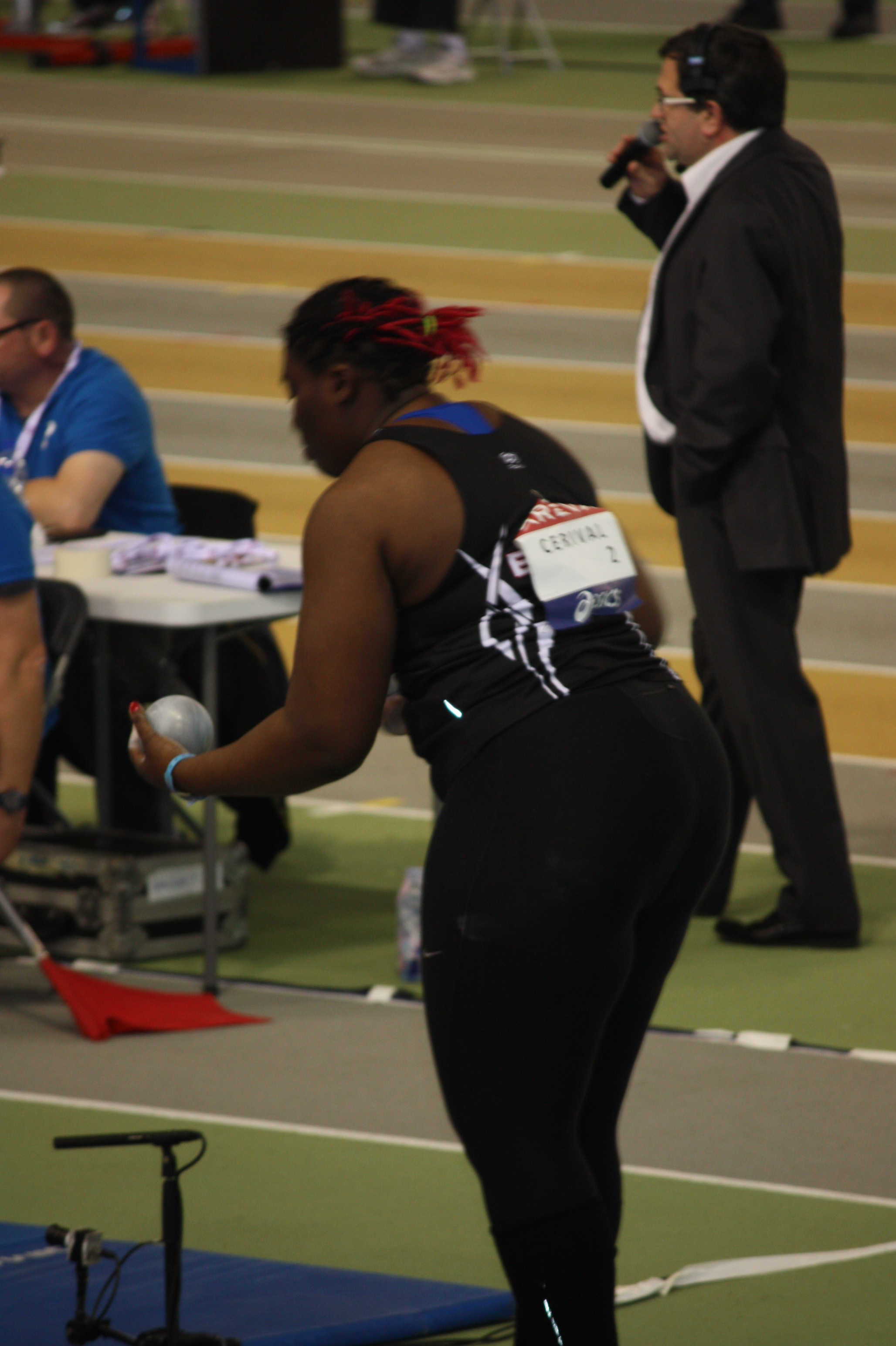
Jessica Cérival erreichte Platz neun
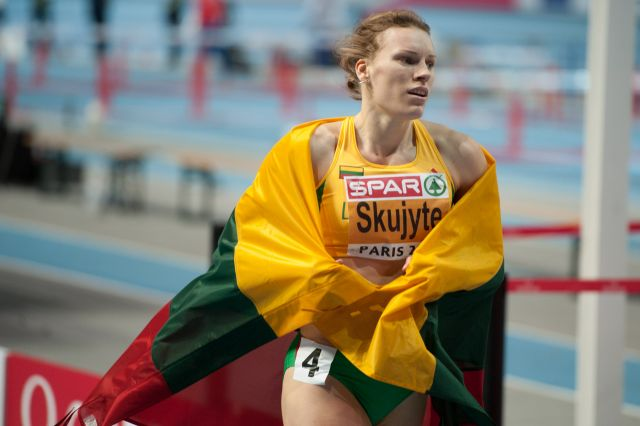
Austra Skujytė, in der Vergangenheit vor allem als Siebenkämpferin erfolgreich (unter anderem Olympiazweite 2004), belegte hier Platz elf

## Videolink
- Shot Put Womens Final IAAF World Championships 2005 Helsinki, youtube.com (englisch), abgerufen am 6. März 2023